# Прибайкальская область
Прибайкальская область — административно-территориальная единица Дальневосточной республики (ДВР), существовавшая с 22 ноября 1920 года по 15 ноября 1922 года.
Административный центр — город Верхнеудинск.

## История
Образована 22 ноября 1920 года из части Забайкальской области в составе Баргузинского, Верхнеудинского, Троицкосавского и юго-восточной (правобережной) части Селенгинского уездов.
27 апреля 1921 года часть Прибайкальской области вошла в состав Бурят-Монгольской автономной области.
15 ноября 1922 года, после ликвидации ДВР и включения её в состав РСФСР, преобразована в Прибайкальскую губернию Дальневосточной области.
В октябре 1923 года Прибайкальская губерния была ликвидирована, большая её часть присоединена к Бурят-Монгольской АССР, меньшая — к Забайкальской губернии.